# Andrei Jurjewitsch Strachow
Andrei Jurjewitsch Strachow (russisch Андрей Юрьевич Страхов, oft auch Andrej Strakhov; * 17. November 1978 in Moskau, Russische SFSR) ist ein deutsch-russischer Eishockeyspieler, der seit Dezember 2021 bei den  EC Hannover Indians in der Eishockey-Oberliga unter Vertrag steht. 

## Karriere
Strachow begann seine Karriere als Eishockeyspieler in Deutschland beim EV Füssen, für dessen Profimannschaft er in der Saison 1995/96 in der zweitklassigen 1. Liga Süd sein Debüt gab. Anschließend spielte der Center vier Jahre lang für den EHC Freiburg in der zweiten deutschen Spielklasse. Die Saison 2000/01 verbrachte er beim Heilbronner EC in der 2. Bundesliga. Für die Mannschaft erzielte er in 52 Spielen 53 Scorerpunkte, davon 26 Tore, woraufhin er für die Saison 2001/02 einen Vertrag bei den München Barons aus der Deutschen Eishockey Liga erhielt. In der gleichen Spielzeit lief er zudem in einem Spiel für den SC Riessersee in der 2. Bundesliga auf. 
Im Anschluss an die Umsiedlung der München Barons nach Hamburg und deren Umbenennung in Hamburg Freezers, unterschrieb Strachow einen Vertrag bei den Augsburger Panthern, für die er von 2002 bis 2004 in der DEL aktiv war. Anschließend wechselte er zum amtierenden Deutschen Meister Frankfurt Lions, für den er ebenfalls zwei Jahre lang spielte. Die Saison 2006/07 begann der Linksschütze beim ERC Ingolstadt, verließ diesen allerdings bereits nach 17 Spielen ohne Scorerpunkt und schloss sich Amur Chabarowsk an, für das er saisonübergreifend ein Jahr lang in der russischen Superliga auf dem Eis stand. In der Mitte der Saison 2007/08 unterschrieb der Deutschrusse einen Vertrag bei Chimik Woskressensk aus der Wysschaja Liga, der zweiten russischen Spielklasse. Mit Chimik gelang ihm auf Anhieb als Zweitligameister der Aufstieg in die neu gegründete Kontinentale Hockey-Liga. 
In der Saison 2008/09 spielte Strachow in 44 Spielen für Chimik Woskressensk in der KHL. Dabei erzielte er sieben Tore und gab acht Vorlagen. Anschließend musste sich die Mannschaft aus finanziellen Gründen in die Wysschaja Liga zurückziehen, in der er auch die folgende Spielzeit aktiv war. Zur Saison 2010/11 kehrte er nach dreieinhalb Jahren in Russland in die DEL zurück und nahm ein Vertragsangebot der Grizzly Adams Wolfsburg an. Anfang Juli 2011 wurde Strachow von den Starbulls Rosenheim aus der 2. Eishockey-Bundesliga verpflichtet.
Nach 21 Jahren als Profi beendete Strachow seine Karriere nach der Saison 2015/16 und wurde sportlicher Leiter der Hannover Scorpions, kehrte aber nach nur einem halben Jahr zurück auf das Eis. 

## Erfolge und Auszeichnungen
- 2008 Meister der Wysschaja Liga und Aufstieg in die KHL mit Chimik Woskressensk

## Statistik
(Stand: Ende der Saison 2009/10)